# Low Level Bridge
Low Level Bridge är en bro över North Saskatchewan River i Edmonton i Alberta, Kanada. Bron var den första som gick över floden North Saskatchewan River. År 1902 byggdes ett spår för  järnvägen Edmonton, Yukon and Pacific Railway på bron. Spåret monterades ner år 1954. Det har också kört spårvagnar på bron mellan åren 1908–1939 och därefter trådbussar fram till år 1965.
Från början hette bron Edmonton Bridge men den bytte namn när bron High Level Bridge hade byggts år 1913.
År 1948 byggdes ett extra brospann uppströms, och den södergående trafiken flyttades dit.